# Мостище (Калушский район)
Мостище (укр. Мостище) — село в Калушской общине Калушского района Ивано-Франковской области Украины.
Население по переписи 2001 года составляло 1026 человек. Занимает площадь 9,57 км². Почтовый индекс — 77331. Телефонный код — 03472.